# دمیرچیت (قره‌عیسی‌لی)
دمیرچیت (به ترکی استانبولی: Demirçit) یک منطقهٔ مسکونی در ترکیه است که در کارایسالی واقع شده‌است.